# Consorti dei sovrani lituani

## Granduchesse di Lituania
| Immagine  | Nome                          | Padre                                                | Nascita           | Matrimonio       | Diventò granduchessa | Cessò di essere granduchessa | Morte                 | Consorte               |
| --------- | ----------------------------- | ---------------------------------------------------- | ----------------- | ---------------- | -------------------- | ---------------------------- | --------------------- | ---------------------- |
| Mindaugas |                               |                                                      |                   |                  |                      |                              |                       |                        |
|           | Morta                         | ?                                                    | ?                 | 1219 circa       | 1235                 | 1263                         | 1263                  | Mindaugas              |
|           | Sorella di Morta              | ?                                                    | ?                 | 1263             | 1263                 | 12 settembre 1263            | ?                     | Mindaugas              |
|           | Figlia di Mindaugas           | Mindaugas (Mindaugas)                                | ?                 | 1254/1255        | 1267                 | 1269                         | ?                     | Shvarn                 |
|           | Ludmilla di Masovia?          | Corrado I di Polonia (Piast)                         | 1223              | 1238             | 1270                 | 1282                         | ?                     | Traidenis              |
| Gediminas |                               |                                                      |                   |                  |                      |                              |                       |                        |
|           | Vida                          | Vidmund                                              | ?                 | ?                | ?                    | ?                            | ?                     | Gediminas              |
|           | Olga Vsevolodovna di Smolensk | Vsevolod di Smolensk (Rurikidi?)                     | ?                 | ?                | ?                    | ?                            | ?                     | Gediminas              |
|           | Jewna Ivanovna di Polack      | Ivan Vsevolodich, principe di Polotsk (Rurikidi?)    | ?                 | ?                | ?                    | Inverno del 1341             | 1344/1345             | Gediminas              |
|           | Marija Yaroslavna di Vicebsk  | Yaroslav Vasilievič, principe di Vitebsk (Rurikidi?) | ?                 | 1318             | 1345                 | 1349                         | 1349                  | Algirdas               |
|           | Uliana di Tver'               | Alessandro I di Tver' (Rurikidi)                     | 1325              | 1350             | 1350                 | Maggio 1377                  | Autunno 1392          | Algirdas               |
|           | Birutė                        | ?                                                    | ?                 | Prima del 1349   | Prima del 1349       | 3/15 agosto 1382             | Autunno 1382          | Kęstutis               |
|           | Edvige di Polonia             | Luigi I d'Ungheria (Angiò)                           | 18 febbraio 1373  | 18 febbraio 1386 | 18 febbraio 1386     | 1392                         | 17 luglio 1399        | Jogaila                |
|           | Anna Swiatosława              | Sconosciuto nobile lituano                           | ?                 | 1370 circa       | 4 agosto 1392        | 31 luglio 1418               | 31 luglio 1418        | Vitoldo                |
|           | Julijona Alšėniškė            | Ivan Olshanskij (Olshanskij)                         | ?                 | 9 novembre 1418  | 9 novembre 1418      | 27 ottobre 1430              | 1448?                 | Vitoldo                |
|           | Anna di Tver'                 | Ivan Ivanovich di Tver (Rurikidi)                    | ?                 | 1430?            | 1430?                | 1 settembre 1432             | Tra il 1471 e il 1484 | Švitrigaila            |
|           | Sconosciuta                   | Sconosciuto                                          | ?                 | Gennaio 1416     | 1 settembre 1432     | Primavera 1434               | Primavera 1434        | Sigismondo Kęstutaitis |
| Jagelloni |                               |                                                      |                   |                  |                      |                              |                       |                        |
|           | Elisabetta d'Austria          | Alberto II, re di Germania (Asburgo)                 | 1437 circa        | 10 marzo 1454    | 10 marzo 1454        | 7 giugno 1492                | 30 agosto 1505        | Casimiro I             |
|           | Elena di Mosca                | Ivan III, zar di Russia (Rurikidi)                   | 19 maggio 1476    | 18 febbraio 1495 | 18 febbraio 1495     | 19 agosto 1506               | 20 gennaio 1513       | Alessandro             |
|           | Barbara Zápolya               | Stephan Zápolya (Zápolya)                            | 1495              | 28 febbraio 1512 | 28 febbraio 1512     | 2 ottobre 1515               | 2 ottobre 1515        | Sigismondo I           |
|           | Bona Sforza                   | Gian Galeazzo Sforza, duca di Milano (Sforza)        | 13 febbraio 1495  | 18 aprile 1518   | 18 aprile 1518       | 1º aprile 1548               | 7 novembre 1558       | Sigismondo I           |
|           | Elisabetta d'Austria          | Ferdinando I, Sacro Romano Imperatore (Asburgo)      | 9 luglio 1526     | 5 maggio 1543    | 5 maggio 1543        | 15 giugno 1545               | 15 giugno 1545        | Sigismondo II Augusto  |
|           | Barbara Radziwiłł             | Jerzy Radziwiłł (Radziwiłł)                          | 6 dicembre 1520   | 1547             | 1547                 | 8 maggio 1551                | 8 maggio 1551         | Sigismondo II Augusto  |
|           | Caterina d'Austria            | Ferdinando I, Sacro Romano Imperatore (Asburgo)      | 15 settembre 1533 | 23 giugno 1553   | 23 giugno 1553       | 28 febbraio 1572             | 28 febbraio 1572      | Sigismondo II Augusto  |

## Consorti reali della Confederazione polacco-lituana
| Immagine       | Nome                                         | Padre                                                               | Nascita          | Matrimonio        | Diventò granduchessa                       | Cessò di essere granduchessa            | Morte            |                           |
| -------------- | -------------------------------------------- | ------------------------------------------------------------------- | ---------------- | ----------------- | ------------------------------------------ | --------------------------------------- | ---------------- | ------------------------- |
|                | Luisa di Lorena                              | Nicola di Lorena, duca di Mercoeur (Lorena)                         | 30 aprile 1553   | 15 febbraio 1575  | 15 febbraio 1575                           | 12 maggio 1575                          | 24 gennaio 1601  | Enrico V                  |
|                | Maria di Spagna (contestata)                 | Carlo V, Sacro Romano Imperatore e re di Spagna (Asburgo)           | 21 giugno 1528   | 13 settembre 1548 | 12 dicembre 1575                           | 1 febbraio 1576                         | 26 febbraio 1603 | Massimiliano II           |
|                | Anna d'Austria                               | Carlo II, arciduca d'Austria Interiore (Asburgo)                    | 16 agosto 1573   | 31 maggio 1592    | 31 maggio 1592                             | 10 febbraio 1598                        | 10 febbraio 1598 | Sigismondo III            |
|                | Costanza d'Austria                           | Carlo II, arciduca d'Austria Interiore (Asburgo)                    | 24 dicembre 1588 | 11 dicembre 1605  | 11 dicembre 1605                           | 10 luglio 1631                          | 10 luglio 1631   | Sigismondo III            |
|                | Cecilia Renata d'Austria                     | Ferdinando II, Sacro Romano Imperatore (Asburgo)                    | 16 luglio 1611   | 13 settembre 1637 | 13 settembre 1637                          | 24 marzo 1644                           | 24 marzo 1644    | Ladislao IV               |
|                | Maria Luisa di Gonzaga-Nevers                | Carlo I di Gonzaga-Nevers, duca di Mantova (Gonzaga-Nevers)         | 18 agosto 1611   | 5 novembre 1645   | 15 luglio 1646                             | 20 maggio 1648                          | 10 maggio 1667   | Ladislao IV               |
| 30 maggio 1649 | 30 maggio 1649                               | Carlo I di Gonzaga-Nevers, duca di Mantova (Gonzaga-Nevers)         | 18 agosto 1611   | 10 maggio 1667    | 10 maggio 1667                             | Giovanni II Casimiro                    |                  |                           |
|                | Eleonora d'Austria                           | Ferdinando III, Sacro Romano Imperatore (Asburgo)                   | 31 maggio 1653   | 27 febbraio 1670  | 27 febbraio 1670                           | 10 novembre 1673                        | 17 dicembre 1697 | Michele                   |
|                | Maria Casimira de La Grange d'Arquien        | Henri Albert de La Grange d'Arquien (La Grange d'Arquien)           | 28 giugno 1641   | 5 luglio 1665     | 19 maggio 1674                             | 17 giugno 1696                          | 1 gennaio 1716   | Giovanni III              |
|                | Cristiana Eberardina di Brandeburgo-Bayreuth | Cristiano Ernesto, margravio di Brandeburgo-Bayreuth (Hohenzollern) | 19 dicembre 1671 | 20 gennaio 1693   | 15 settembre 1697                          | 1 settembre 1706 deposizione del marito | 4 settembre 1727 | Augusto II primo regno    |
|                | Caterina Opalińska                           | Jan Karol Opaliński (Opaliński)                                     | 13 ottobre 1680  | 10 maggio 1698    | 12 luglio 1704                             | 8 agosto 1709 abdicazione del marito    | 19 marzo 1747    | Stanislao I primo regno   |
|                | Cristiana Eberardina di Brandeburgo-Bayreuth | Cristiano Ernesto, margravio di Brandeburgo-Bayreuth (Hohenzollern) | 19 dicembre 1671 | 20 gennaio 1693   | 8 agosto 1709 restaurazione del marito     | 4 settembre 1727                        | 4 settembre 1727 | Augusto II secondo regno  |
|                | Caterina Opalińska                           | Jan Karol Opaliński (Opaliński)                                     | 13 ottobre 1680  | 10 maggio 1698    | 12 settembre 1733 restaurazione del marito | 27 gennaio 1736 abdicazione del marito  | 19 marzo 1747    | Stanislao I secondo regno |
|                | Maria Giuseppa d'Austria                     | Giuseppe I, Sacro Romano Imperatore (Asburgo)                       | 8 dicembre 1699  | 20 agosto 1719    | 30 giugno 1734                             | 17 novembre 1757                        | 17 novembre 1757 | Augusto III               |